# 19. politbyro ústředního výboru Komunistické strany Číny
19. politbyro Ústředního výboru Komunistické strany Číny (čínsky v českém přepisu čung-kuo kung-čchan-tang ti š’-ťiou ťie čung-jang čeng-č’-ťü, pchin-jinem zhōngguó gòngchǎndǎng dì shíjiǔ jiè zhōngyāng zhèngzhìjú, znaky zjednodušené 中国共产党第十九届中央政治局) bylo v letech 2017–2022 skupinou 25 členů ústředního výboru Komunistické strany Číny, která tvořila užší vedení Komunistické strany Číny. Sedm nejvýznamnějších členů politbyra tvořilo nejužší vedení, takzvaný stálý výbor politbyra ústředního výboru Komunistické strany Číny.
19. politbyro bylo zvoleno 25. října 2017 na prvním zasedání 19. ústředního výboru, krátce po XIX. sjezdu Komunistické strany Číny. Předcházelo mu 18. politbyro ústředního výboru, následovalo 20. politbyro ústředního výboru.

## Sestavení a složení politbyra
Z minulého (18.) politbyra zvoleného na XVIII. sjezdu roku 2012 
- zůstali dva členové stálého výboru: generální tajemník KS Číny a prezident Si Ťin-pching a premiér Li Kche-čchiang,
- ostatních pět členů stálého výboru (Čang Te-ťiang, Jü Čeng-šeng, Liou Jün-šan, Wang Čchi-šan a Čang Kao-li) narozených v letech 1945–1948 nebylo znovuzvoleno kvůli vysokému věku (podle zvykových pravidel může být znovuzvolen politik maximálně 67 let starý, osmašedesátiletí a starší odcházejí).
- Z ostatních členů 18. politbyra byl Sun Čeng-cchaj roku 2017 odvolán z funkce a vyloučen ze strany;
- nebyl znovuzvolen Čang Čchun-sien, který roku 2016 ztratil mocenský vliv, když byl odsunut z pozice tajemníka sinťiangské autonomní oblasti na méně významné místo, zůstal však i po XIX. sjezdu členem ÚV;
- šestice Liou Jen-tung, Ma Kchaj, Li Ťien-kuo, Fan Čchang-lung, Meng Ťien-ču a Kuo Ťin-lung narozená v letech 1945–1947 nebyla znovuzvolena kvůli věku 68 a více let;
- a konečně do politbyra neprošli ani Liou Čchi-pao, který však zůstal členem ÚV, a Li Jüan-čchao.
- Znovuzvoleni byli Li Čan-šu, Wang Jang, Wang Chu-ning, Čao Le-ťi, Chan Čeng, Sü Čchi-liang, Sun Čchun-lan a Chu Čchun-chua. Z nich byl, v souladu s pravidly seniority, doplněn stálý výbor – po zvykovém vynechání ženy (Sun Čchun-lan) a vojáka (Sü Čchi-liang) bylo pět starších zvoleno do stálého výboru, zatímco nejmladší Chu Čchun-chua zůstal řadovým členem politbyra.

Na uvolněná místa v politbyru byli vybráni Ting Süe-siang, Wang Čchen, Liou Che, Li Si, Li Čchiang, Li Chung-čung, Jang Ťie-čch’, Jang Siao-tu, Čang Jou-sia, Čchen Si, Čchen Čchüan-kuo, Čchen Min-er, Kuo Šeng-kchun, Chuang Kchun-ming a Cchaj Čchi, celkem patnáct osob.
Z hlediska funkcí a úřadů zastávaných členy politbyra došlo pouze k nevelkým změnám. Stálý výbor zůstal obsazený stejně (prezident a generální tajemník a předseda vojenských komisí, premiér, předseda parlamentu, předseda politického poradního shromáždění, první tajemník sekretariátu, tajemník disciplinární komise, první místopředseda vlády). Úřady řadových členů politbyra také zůstaly v šestnácti případech stejné – dva generálové jako místopředsedové vojenských komisí, (všichni) tři zbylí místopředsedové vlády, (první) místopředseda parlamentu, představitelé stranického aparátu (vedoucí oddělení organizačního, propagandy, tajemník ústřední politické a právní komise, ředitel hlavní kanceláře ÚV), šest regionálních stranických tajemníků (z Pekingu, Tchien-ťinu, Šanghaje, Čchung-čchingu, Kuang-tungu a Sin-ťiangu). V 18. politbyru byl ještě viceprezident a ředitel politického výzkumného úřadu ÚV, jejichž místa v 19. politbyru zaujali tajemník komise pro zahraniční věci ÚV a zástupce tajemníka Ústřední komise pro kontrolu disciplíny a současně předseda Státní kontrolní komise.

## Přehled členů politbyra
Jako úřad je v tabulce uvedeno zaměstnání a funkce vykonávané v době členství v politbyru, v případě funkcí ve státní správě jde o funkce a úřady zaujaté od zasedání parlamentu, Všečínského shromáždění lidových zástupců, případně Čínského lidového politického poradního shromáždění na jaře 2018. Členové stálého výboru politbyra jsou uvedeni v pořadí podle významu, ostatní členové politbyra v (čínském) abecedním pořadí. 
VSLZ a ČLPPS jsou Všečínské shromáždění lidových zástupců a Čínské lidové politické poradní shromáždění. 
| Minulé období                    | Jméno (český přepis znaky)       | Rok narození                     | Úřady a funkce                                                                   | Úřady a funkce                            | Úřady a funkce                                                                                               | Další období                     |
| Minulé období                    | Jméno (český přepis znaky)       | Rok narození                     | civilní stranické                                                                | civilní státní a jiné                     | vojenské | Další období                     |
| Členové stálého výboru politbyra | Členové stálého výboru politbyra | Členové stálého výboru politbyra | Členové stálého výboru politbyra                                                 | Členové stálého výboru politbyra          | Členové stálého výboru politbyra                                                                             | Členové stálého výboru politbyra |
| -------------------------------- | -------------------------------- | -------------------------------- | -------------------------------------------------------------------------------- | ----------------------------------------- | --- | -------------------------------- |
| 17., 18.                         | Si Ťin-pching 习近平             | 1953                             | generální tajemník ÚV                                                            | prezident                                 | předseda Ústřední vojenské komise Komunistické strany Číny, předseda Ústřední vojenské komise ČLR            | 20.                              |
| 17., 18.                         | Li Kche-čchiang 李克强           | 1955                             |                                                                                  | předseda Státní rady                      | |                                  |
| 18.                              | Li Čan-šu 栗战书                 | 1950                             |                                                                                  | předseda stálého výboru VSLZ              | |                                  |
| 17., 18.                         | Wang Jang 汪洋                   | 1955                             |                                                                                  | předseda celostátního výboru ČLPPS        | |                                  |
| 18.                              | Wang Chu-ning 王沪宁             | 1955                             | (první) tajemník ÚV ředitel Politického výzkumného úřadu ÚV (do října 2020)      |                                           | | 20.                              |
| 18.                              | Čao Le-ťi 赵乐际                 | 1957                             | tajemník Ústřední komise pro kontrolu disciplíny                                 |                                           | | 20.                              |
| 18.                              | Chan Čeng 韩正                   | 1954                             |                                                                                  | (první) místopředseda Státní rady         | |                                  |
| Ostatní členové politbyra        |                                  |                                  |                                                                                  |                                           | |                                  |
|                                  | Ting Süe-siang 丁薛祥            | 1962                             | tajemník ÚV, vedoucí Hlavní kanceláře ÚV                                         |                                           | | 20.                              |
|                                  | Wang Čchen 王晨                  | 1950                             |                                                                                  | (první) místopředseda stálého výboru VSLZ | |                                  |
|                                  | Liou Che 刘鹤                    | 1952                             |                                                                                  | místopředseda Státní rady                 | |                                  |
| 18.                              | Sü Čchi-liang 许其亮             | 1950                             |                                                                                  |                                           | generálplukovník, místopředseda Ústřední vojenské komise KS Číny, místopředseda Ústřední vojenské komise ČLR |                                  |
| 18.                              | Sun Čchun-lan 孙春兰             | 1950                             |                                                                                  | místopředsedkyně Státní rady              | |                                  |
|                                  | Li Si 李希                       | 1956                             | tajemník kuangtungského provinčního výboru                                       |                                           | | 20.                              |
|                                  | Li Čchiang 李强                  | 1959                             | tajemník šanghajského městského výboru                                           |                                           | | 20.                              |
|                                  | Li Chung-čung 李鸿忠             | 1956                             | tajemník tchienťinského městského výboru                                         |                                           | | 20.                              |
| 18.                              | Chu Čchun-chua 胡春华            | 1963                             |                                                                                  | místopředseda Státní rady                 | |                                  |
|                                  | Jang Ťie-čch’ 杨洁篪             | 1950                             | vedoucí úřadu komise pro zahraniční věci ÚV                                      |                                           | |                                  |
|                                  | Jang Siao-tu 杨晓渡              | 1953                             | tajemník ÚV, zástupce tajemníka Ústřední komise pro kontrolu disciplíny          | předseda Státní kontrolní komise          | |                                  |
|                                  | Čang Jou-sia 张又侠              | 1950                             |                                                                                  |                                           | generálplukovník, místopředseda Ústřední vojenské komise KS Číny, místopředseda Ústřední vojenské komise ČLR | 20.                              |
|                                  | Čchen Si 陈希                    | 1953                             | tajemník ÚV, vedoucí organizačního oddělení ÚV, ředitel Ústřední stranické školy |                                           | |                                  |
|                                  | Čchen Čchüan-kuo 陈全国          | 1955                             | tajemník sinťiangského oblastního výboru                                         |                                           | |                                  |
|                                  | Čchen Min-er 陈敏尔              | 1960                             | tajemník čchungčchingského městského výboru                                      |                                           | | 20.                              |
|                                  | Kuo Šeng-kchun 郭声琨            | 1954                             | tajemník ÚV, tajemník ústřední politické a právní komise                         |                                           | |                                  |
|                                  | Chuang Kchun-ming 黄坤明         | 1956                             | tajemník ÚV, vedoucí oddělení propagandy ÚV                                      |                                           | | 20.                              |
|                                  | Cchaj Čchi 蔡奇                  | 1955                             | tajemník pekingského městského výboru                                            |                                           | | 20.                              |